# Greg Wyler
Gregory Wyler est un dirigeant d'entreprise américain, fondateur de la société O3b Networks. 
Il est principalement connu pour ses positions en faveur de la réduction du fossé numérique et le projet OneWeb, lancé en 2014 mais popularisé en 2015.

## Biographie
Après des études à Chicago, Greg Wyler construit un système de refroidissement pour PC plus silencieux et moins cher que ceux présents sur le marché. Grâce à des investisseurs, il parvient à monter une société qu'il revendra, à 30 ans, plusieurs millions de dollars.
Sa vie est bouleversée en octobre 2002 lorsqu'il découvre sa mère assassinée dans son garage. Le meurtre n'a à ce jour jamais été élucidé. Il affirmera par la suite que cette affaire a fait naître chez lui une recherche de sens, à l'origine de tous ses projets futurs.
En 2002, il fonde la société Terracom, spécialisée dans les télécommunications, en Afrique. Quelques années plus tard, il fonde la société O3b (the Other 3 billion), dont la mission est déjà de connecter à internet des gens qui ne le sont pas en raison d'infrastructures insuffisantes ou défaillantes. 

## Création et objet social de la société OneWeb
En 2014, Greg Wyler quitte O3b (dont il reste actionnaire) pour fonder la société OneWeb. Cette dernière connaît un regain de popularité en 2015 lorsque la société annonce une levée de fonds de 500 millions de dollars, soutenue notamment par de grands groupes . 
Le projet prévoit le lancement de 900 micro-satellites à partir de 2018, dont l'objectif est de permettre une connexion à internet depuis l'ensemble des points du globe. La brusque notoriété de ce projet est notamment le fait de ses concurrents dont le projet internet.org de Facebook.